# La banda degli onesti
La banda degli onesti é um filme italiano de 1956, dirigido por Camillo Mastrocinque. 

## Sinopse
Antonio Buonocore tem tudo o necessário para fazer notas falsas e convence o tipógrafo Lo Turco e o pintor Cardone a ajudarem-no a fabricar as notas. Conseguem passar algumas notas até que Antonio sabe, através do seu filho, que a polícia anda atrás dos falsificadores.

## Elenco
- Totò: Antonio Buonocore
- Peppino De Filippo: Giuseppe Lo Turco
- Giacomo Furia: Cardone
- Gabriele Tinti: Michele, figlio di Buonocore
- Giulia Rubini: Marcella, figlia di Lo Turco
- Nando Bruno: Maresciallo Denti
- Anita Ciarli: madre di Antonio
- Gildo Bocci: tabaccaio
- Memmo Carotenuto: Fernando
- Luigi Pavese: Ragionier Casoria
- Lauro Gazzolo: Andrea